# Battaglia per linee parallele
La battaglia per linee parallele è una tattica messa in atto per evitare l'aggiramento da parte del nemico. Viene realizzata quando si fronteggiano due eserciti. 

Questa tattica è caratterizzata dalla costituzione di linee lunghissime e costituisce un impedimento all'accerchiamento da parte del nemico. Le linee parallele (prima, seconda, terza linea etc.), infatti, servono a mettere al sicuro il resto dell'esercito nel caso in cui la prima linea venga accerchiata; in questo modo l'esercito nemico si troverebbe davanti una seconda linea nemica e si troverebbe in pessima posizione fra due linee di fuoco ed a sua volta accerchiato. 

Vi è però un pericolo nell'attuazione di questa tattica. Delle linee molto poco profonde corrono il rischio di essere facilmente sfondate dalle forze nemiche con gravi conseguenze per il buon fine della battaglia. 